# Grob G 104
Die Grob G 104 (Speed Astir) ist ein einsitziges Leistungsflugzeug der 15-m-Rennklasse des schwäbischen Flugzeugherstellers Grob in Mindelheim.

## Geschichte
Der Speed Astir hatte seinen Erstflug am 3. April 1978 und wurde in den Versionen Speed Astir II und Speed Astir IIb (ab der Werknummer 4029) insgesamt 108 mal gebaut. Die hauptsächliche Veränderung zwischen den beiden Versionen ist das längere Rumpfvorderteil der IIb-Version, wodurch das Cockpit mehr Platz bietet. Die meisten Exemplare des Musters wurden Ende der 1970er bzw. Anfang der 1980er Jahre gebaut.

## Konstruktion und Flugleistungen
Die Grob G 104 ist ein vollständig aus glasfaserverstärktem Kunststoff hergestellter Mitteldecker mit T-Leitwerk, dessen Tragflächen mit stufenlos verstellbaren Wölbklappen ausgerüstet sind; die Klappen sind bei der Version IIb mit den Querrudern überlagert (die Querruder bewegen die Wölbklappen mit). Die Stellung der Klappen wird im Fahrtmesser angezeigt. Die Spaltabdeckungen an den Tragflügeloberseiten zur Ruderabdichtung sind flexibel eingeharzt.
Leistungsmäßig war die Grob G 104 (Speed Astir) mit den anderen damaligen Flugzeugen in der Rennklasse (15-m-FAI) vergleichbar. Die Gleitzahl ist etwa 41. Verglichen mit der LS4 zeigt die Grob G 104 ähnliche Flugleistungen. Der Segelflug-Index beträgt 105.

## Technische Daten
| Kenngröße                          | Daten                                                                                          |
| ---------------------------------- | ---------------------------------------------------------------------------------------------- |
| Besatzung                          | 1                                                                                              |
| Länge                              | 6,6 m (Version IIb: 6,8 m)                                                                     |
| Spannweite                         | 15,0 m                                                                                         |
| Höhe                               | 1,3 m                                                                                          |
| Flügelfläche                       | 11,5 m²                                                                                        |
| Flügelstreckung                    | 19,6                                                                                           |
| Flächenbelastung                   | 28–44 kg/m²                                                                                    |
| Gleitzahl                          | 40–41 (je nach Flächenbelastung)                                                               |
| Geringstes Sinken                  | 0,57 m/s bei 75 km/h (mit max. Flächenbelastung: 0,67 m/s bei 90 km/h)                         |
| Lastvielfache                      | +5,3/−2,65g (bei Manövergeschwindigkeit = 190 km/h)                                            |
| Leermasse                          | ca. 260 kg                                                                                     |
| Zuladung                           | 110 kg (inkl. Fallschirm) + 10 kg im Gepäckfach                                                |
| max. Startmasse                    | 400 kg, mit Wasserballast 515 kg                                                               |
| max. Masse d. nichttragenden Teile | 260 kg                                                                                         |
| Höchstgeschwindigkeit              | 270 km/h                                                                                       |
| Mindestgeschwindigkeit             | ca. 70 km/h (mit Wasserballast 75 km/h, jeweils bei +5°-Wölbung und eingefahrenen Luftbremsen) |
| Index                              | 105                                                                                            |